# Wręczyca Mała
Wręczyca Mała [vrɛnˈt͡ʂɨt͡sa ˈmawa] é uma aldeia localizada no distrito administrativo de Wręczyca Wielka, do condado de Kłobuck, voivodia de Silésia, no sul da Polônia. A aldeia tem uma população de 614 habitantes.